# 周浩 (嘉靖壬戌進士)
周浩（1537年—？），字養正，浙江杭州右衛人，軍籍，明朝政治人物。

## 生平
嘉靖四十年（1561年）辛酉科浙江鄉試第三十三名舉人。嘉靖四十一年（1562年）中式壬戌科會試第二百七十六名，二甲第三十九名進士。隆慶中官衡州府知府，升福建盐运使，万历四年（1576年）二月升广东左参政，升本省按察使，给事中史继辰论劾其贪，八年十二月调簡僻。九年七月降调广西兵备副使，十年五月调补福建按察使。

## 家族
曾祖周進；祖父周洪；父周奎，母吳氏。慈侍下。